# Gato carey

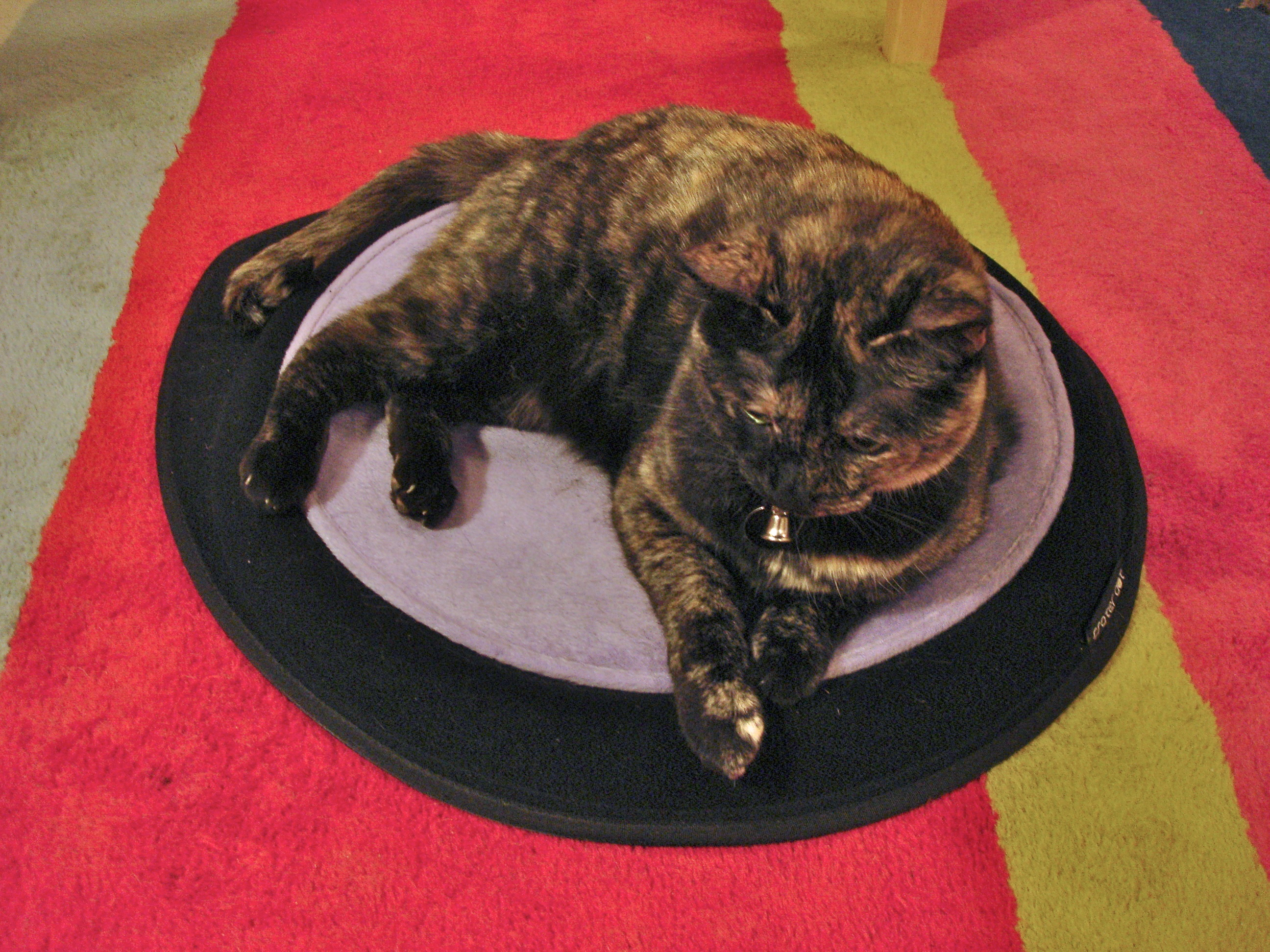
Los gatos carey tienen en general, una coloración entre pelaje anaranjado y pelaje negro, aunque este último puede también ser marrón o gris.

Un gato carey o gato tortuga, conocidos en inglés como tortoiseshells, torties o torbies, es el nombre dado a un tipo de pelaje en gatos domésticos (Felis silvestris catus) caracterizado por una coloración desordenada de pelaje anaranjado y pelaje negro, el nombre de este tipo de pelaje fue dado a partir del caparazón de las tortugas carey (Eretmochelys imbricata). Este tipo de pelaje se relaciona a todo gato con mínima o nula cantidad de pelaje blanco, en casos donde estos tienen una considerable cantidad de pelaje blanco son descritos como tricolor, o calicós.
Al igual que con los gatos calicós, los gatos carey son casi siempre hembras, esto debido a que, para que un gato pueda tener este tipo de pelaje, necesita siempre de dos cromosomas X, debido a que los genes que producen este tipo de pelaje se encuentran únicamente en los cromosomas X, los gatos carey heredan el gen que contiene el pelaje negro de uno de sus padres, como también, heredan el gen que contiene el pelaje anaranjado del otro, lo que causa que estos sean casi siempre hembras, en el raro caso en donde un gato carey sea macho, esto siempre significa que el gato ha nacido con dos cromosomas X y un cromosoma Y, o sea, estos nacen con síndrome de Klinefelter, lo que hace que estos sean estériles.

## Pelaje

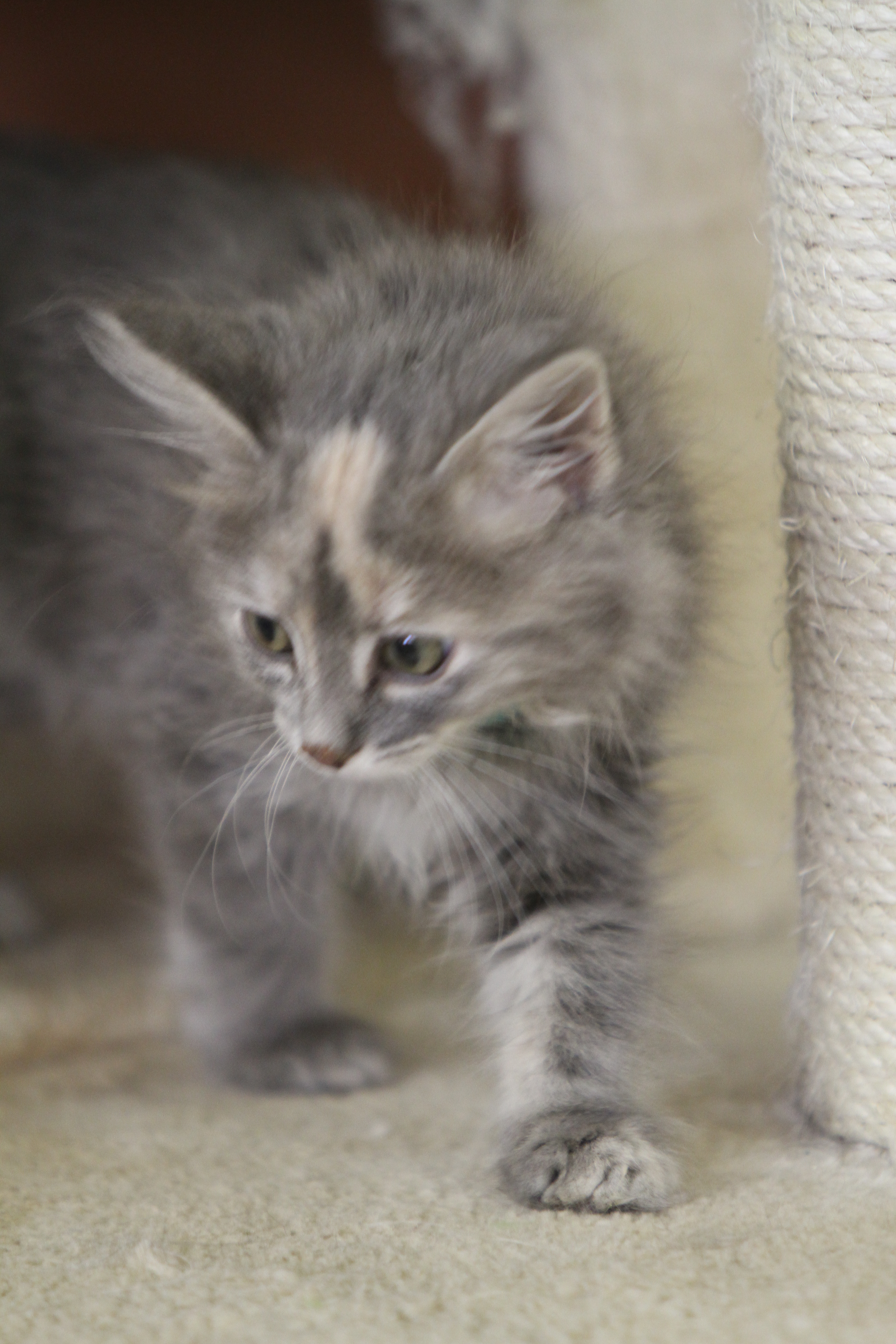
Una cría con el pelaje carey, nótese que los colores de su pelaje son más claros, lo que hace que el pelaje negro se haga de un azul o gris y a su pelaje anaranjado en un amarillo.

Los gatos carey tienden a tener un pelaje bicolor, principalmente de pelaje anaranjado o rojo y pelaje negro, marrón o gris, esto encontrado de manera desordenada en todo el cuerpo del gato, esto incluso mostrándose en las almohadillas de sus patas y sus narices. Este patrón desordenado puede variar entre pequeñas manchas a parches de considerable tamaño de uno u otro color; en general, a mayor cantidad de pelaje blanco en el gato, más grandes tienden a ser estos parches de pelaje anaranjado o negro en el animal. Existen genes que causan que el pelaje de un animal se vea diluido, haciendo que, el pelaje negro se convierta en pelaje gris, y el pelaje anaranjado o rojo en pelaje amarillo.
En algunos casos, el pelaje de uno u otro de los colores de los gatos carey suele presentar un pelaje atigrado, estos se presentan debido a la existencia de variantes de la melanina, como son la feomelanina, responsable de los tonos anaranjados, y la eumelanina, responsable del pelaje negro y marrón. En el idioma inglés, los gatos carey que presentan el patrón atigrado en alguno de sus colores, suelen llamarse ‘torbies’, a su vez, si este patrón se presenta junto a varios parches de pelaje blanco, se les suele llamar ‘caliby’, nombre que mezcla ‘tabby’ y ‘calico’.
El pelaje carey suele mostrarse en varias razas de gatos, pero este tiende a ser más común en gatos que no son de una raza en específica, algunas razas en donde este pelaje llega a aparecer con frecuencia son en razas como el gato americano de pelo corto, el gato británico de pelo corto, el gato persa, el Cornish rex, el Ragamuffin, el Maine Coon, y el bobtail japonés.

## Genética
Una de las primeras investigaciones que habla acerca de este tipo de pelaje fue hecho por Leonard Doncaster en 1920, en su investigación, Doncaster demostró que el pelaje de los gatos carey es causado por la existencia de heterocigotos de pelaje anaranjado y pelaje negro. A su vez, demostró en el caso donde uno de estos gatos resulta ser macho, este suele ser estéril.
El pelaje de los gatos carey se ve causado debido a una interacción entre factores genéticos y de desarrollo. Durante la formación del gato, la mitad de los cromosomas heredados vienen del padre, mientras que la otra mitad de la madre, el principal responsable de darle el color al pelaje del animal se encuentra únicamente en los cromosomas X, durante la gestación del gato, estas células apagan de manera aleatoria uno u otro de los cromosomas X, dando una probabilidad del 50 % de que una célula haya heredado las características del padre o la madre. Este proceso conocido como mosaico genético es muy visible en los gatos, en donde, el gato puede heredar un alelo por parte de su padre en ciertas partes de su cuerpo, mientras que hereda un alelo por parte de su madre en otras, es durante la lionización, que una vez desactivado el cromosoma de uno u otro de los heredadores en donde la célula produce el color de uno o del otro color que se le fue heredado. A medida que el animal se desarrolla hasta su adultez, las nuevas células que se forman heredan el alelo de la célula de la cual se dividieron.
Es común que los alelos responsables del pelaje se escriban con una «o» mayúscula, (XO) para el pelaje que anaranjado, y una «o» minúscula para el pelaje que no lo es (Xo), en los gatos carey y calicós, este se escribe como «XOXo», indicando heterocigosidad en el gen O. Algunos de estos genes pueden contener un gen recesivo diluido, (dd) este modifica los genes «B» y «O», lo que hace que el pelaje tenga un color más claro, el color anaranjado pasa a un color crema, el negro pasa a un color gris, entre otros. 

## Folclore

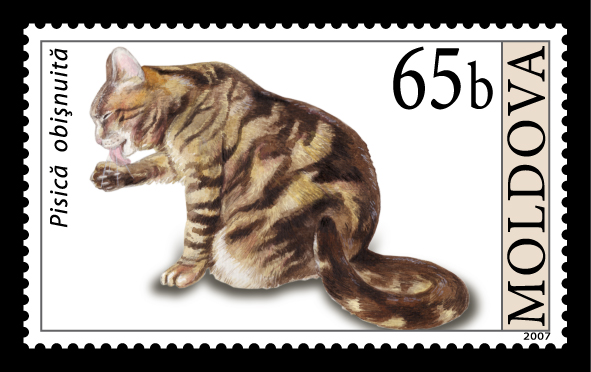
Una estampilla de Moldavia en la que se muestra un gato carey, el texto en idioma rumano dice “gato ordinario”; 2007.

Al igual que los calicós, los gatos carey son considerados en varias culturas como símbolos de buena suerte. En el folclore japonés, los gatos carey son usados para proteger barcos de tormentas, pecios e incluso de fantasmas. Debido a que un gato carey son mayoritariamente hembras, los machos son considerados especiales, en el folclor de varios pueblos celtas, se tiene como un signo de buen presagio, cuando un gato macho con este tipo de pelaje entra y se queda en una casa, esta misma creencia se repite en culturas como la escocesa e irlandesa, aunque se lo considera como símbolo de buena suerte. Para el folclore inglés, una “cura” para las verrugas era el acariciar la cola de un gato carey macho sobre la verruga, según la creencia, siendo más eficiente si se hace durante el mes de mayo. En Estados Unidos, los gatos carey son a veces llamados como “gatos del dinero” y que estos mismos traen riqueza.
Varios grupos del pueblo jemer, creen que estos gatos nacieron a partir de la sangre de una joven diosa nacida de una flor de loto.